# Aniawan
Aniawan – wieś w Armenii, w prowincji Szirak. W 2011 roku liczyła 331 mieszkańców.